# Schröder

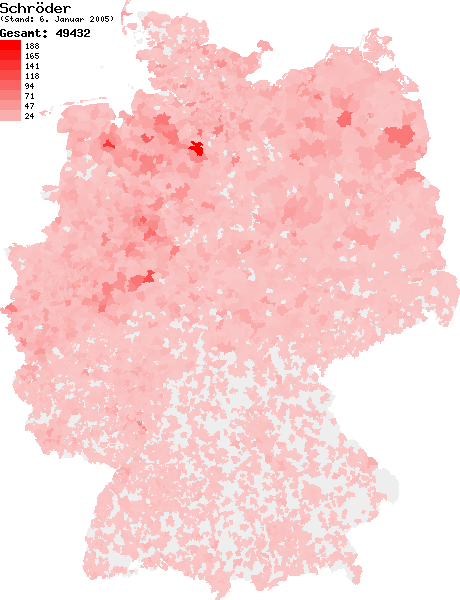
Verteilung des Namens in Deutschland (2005)

Schröder oder Schroeder ist ein deutscher Familienname.

## Herkunft und Bedeutung
Der Name geht entweder auf den Beruf des Schneiders (von niederdeutsch schrôden für „schneiden“) oder des Schröters (Fasstransporteur) zurück.

## Varianten
- Schröter, Schrödter, Schrötter (in Schlesien, Sachsen und Thüringen)
- Schröer, Schrörs, Schreurs (am Niederrhein)
- Schrader (in Ostfalen)
- Schroder
- Schroedter
- Schrøder, dänische und norwegische Schreibweise
- Schreuder, Schreuders, niederländische Schreibweise
- Schreder

## Namensträger

### A
- Aaron Schroeder (1926–2009), US-amerikanischer Songwriter und Musikverleger
- Adelheid Ruck-Schröder (* 1966), deutsche evangelisch-lutherische Theologin
- Adolf Schröder (Widerstandskämpfer) (1885–1945), deutscher Widerstandskämpfer
- Adolf Schröder (1938–2008), deutscher Autor
- Albert Schröder (Organist) (1829–1885), deutscher Organist, Musikdirektor und Komponist
- Albert Schröder (Kunsthistoriker) (1898–nach 1943), deutscher Kunsthistoriker
- Albert Schröder (Politiker) (1933–2010), deutscher Politiker
- Albert Friedrich Schröder (1854–1939), deutscher Genremaler
- Albert H. Schroeder (Albert Henry Schroeder; 1914–1993), US-amerikanischer Archäologe
- Albrecht Schröder (1833–1892), deutscher Drucker und Verleger
- Albrecht von Schroeder (1833–1910), preußischer Generalmajor
- Alena Schröder (* 1979), deutsche Journalistin, Kolumnistin und Buchautorin
- Alexander Schröder (1806–1877), deutscher Architekt
- Alexandra Schröder (* 1984), deutsche Sängerin
- Alfred Schröder (Historiker) (1865–1935), deutscher katholischer Geistlicher, Kirchenhistoriker und Kunsthistoriker
- Alfred Schroeder (Ingenieur) (Alfred Joseph Schroeder, Alf Schroeder; 1896–1964), deutscher Ingenieur, Schriftsteller und Hochschullehrer, 1938 nach England emigriert
- Alfred Schröder (Mineraloge) (1902–1978), deutscher Mineraloge, Petrograph und Hochschullehrer
- Alina Schröder (* 1985), deutsche Journalistin
- Allard Schröder (* 1946), niederländischer Schriftsteller
- Allison Schroeder, US-amerikanische Drehbuchautorin
- Alois Schröder (* 1942), deutscher Priester
- André Schroeder (1918–2004), Schweizer Zahnmediziner
- André Schröder (* 1969), deutscher Politiker (CDU)
- Andrea Schroeder (Sängerin), deutsche Sängerin und Songschreiberin
- Andrea Schröder-Ehlers (* 1961), deutsche Politikerin (SPD)
- Andrea Schröder-Jahn (* 1958), deutsche Filmeditorin
- Andreas Schröder (Zimmerer) (1628–1677), deutscher Zimmerer und Baumeister
- Andreas Schröder (Kirchenmusiker) (1939–2025), deutscher Kirchenmusiker
- Andreas Schroeder (Autor) (* 1946), deutsch-kanadischer Autor, Herausgeber und Übersetzer
- Andreas Schröder (* 1960), deutscher Ringer
- Andreas Schröder (Handballspieler) (* 1991), deutscher Handballspieler
- Anette Schröder (* 1955), deutsche Keramikerin und Bildhauerin
- Angelika Schröder (* 1955), deutsche Autorin
- Anja Schröder (* 1967), deutsche Cellistin
- Anke Schröder (* 1957), deutsche Basketballspielerin
- Ann-Katrin Schröder (* 1973), deutsche Journalistin und Fernsehmoderatorin
- Anna Christina Schröder (1755–1829), deutsche Schauspielerin
- Anna-Konstanze Schröder (* 1980), deutsche Politikerin (SPD), MdL
- Anne Schröder (Linguistin) (* um 1969), deutsche Anglistin, Sprachwissenschaftlerin und Hochschullehrerin
- Anne Schröder (* 1994), deutsche Hockeyspielerin
- Anne Schröder-Kahnt, deutsche Kunsthistorikerin
- Anneliese Schröder (1924–2013), deutsche Kunsthistorikerin und Museumsleiterin
- Annette Schröder (* 1954), deutsche Psychologin, Psychotherapeutin und Hochschullehrerin
- Anny Schröder-Ehrenfest (1898–1972), österreichische Malerin, Grafikerin und Textilkünstlerin
- Antje Schröder (* 1963), deutsche Leichtathletin
- Anton Diedrich Schröder (1779–1855), Hamburger Kaufmann und Oberalter
- Arno Schröder (1867–1925), deutscher Pfarrer und Prähistoriker
- Arnold Dietrich Schröder (1770–1831), deutscher Pastor
- Arnulf Schröder (1903–1960), deutscher Schauspieler und Regisseur
- Arthur Schröder (Architekt) (1845–1909), deutscher Architekt und Hochschullehrer
- Arthur Schroeder (1875–1944), deutscher Finanzbeamter
- Arthur Schröder (1892–1986), deutscher Schauspieler
- Arthur Schröder (Tennisspieler) (* 1936), deutscher Tennisspieler
- Artur Schroeder (1882–1934), österreichischer Schriftsteller und Kunstkritiker
- Astrid Schröder (* 1962), deutsche Malerin und Grafikerin
- Atze Schröder (* 1965), fiktive Bühnenfigur eines deutschen Komikers
- August Schröder (Philologe) (1800–1883), deutscher Altphilologe
- August Schröder (Architekt) (1836–1918), Wirklicher Geheimer Rat, Exzellenz, Ministerialdirektor
- August von Schroeder (1842–1915), preußischer Generalmajor
- August Schröder (Schauspieler) (1855–1926), deutscher Schauspieler
- August Schröder (Archivar) (1908–1993), deutscher Archivar
- Augusta Schroeder (1899–1979), deutsche Sozialwissenschaftlerin
- Auguste Schröder (1810–1874), österreichische Schauspielerin
- Axel Schröder (* 1971), deutscher Journalist

### B
- Barbet Schroeder (* 1941), französischer Filmregisseur
- Babette Schröder (* 1968), deutsche Filmproduzentin
- Benjamin Schroeder (* 1986), deutscher Schauspieler
- Benjamin Schröder (* 2003), deutscher Basketballspieler
- Bernd Schröder (Fußballtrainer) (* 1942), deutscher Fußballtrainer
- Bernd Schröder (Politiker, I), deutscher Jugendfunktionär und Politiker, MdV
- Bernd Schroeder (1944–2023), deutscher Schriftsteller
- Bernd Schröder (Politiker, 1950) (1950–2013), deutscher Politiker (SPD), MdL Schleswig-Holstein
- Bernd Schröder (Moderator), deutscher Journalist und Moderator
- Bernd Schröder (Biologe) (* 1956), deutscher Biologe und Hochschullehrer
- Bernd Schröder (Theologe) (* 1965), deutscher Theologe
- Bernd Schröder (Fußballfunktionär) (* 1966), deutscher Fußballfunktionär
- Bernd Philipp Schröder (* 1948), deutscher Historiker und Heimatforscher
- Bernhard Schröder (Mediziner) (1634–1691), deutscher Mediziner
- Bernhard Schroeder (1832–1908), deutscher Jurist und Politiker
- Bernhard Schröder (Linguist) (* 1965), deutscher Germanist, Linguist und Hochschullehrer
- Bernt Schröder (* 1933), deutscher Geologe
- Betty Schröder (1806–1887), deutsche Sopranistin und Theaterschauspielerin
- Bianca-Jeanette Schröder, deutsche Altphilologin
- Binette Schroeder (1939–2022), deutsche Grafikerin und Illustratorin
- Birgit Schröder (* 1965), deutsche Jugendpolitikerin (FDJ)
- Björn Schröder (Curler) (* 1968), deutsch-schweizerischer Curler und Curlingtrainer
- Björn Schröder (Radsportler) (* 1980), deutscher Radrennfahrer
- Boris Schröder (Boris Schröder-Esselbach; * 1968), deutscher Geoökologe und Hochschullehrer
- Brigitte Schröder (1917–2000), Ehefrau von Gerhard Schröder (CDU)
- Brigitte Schroeder-Gudehus (* 1931), Wissenschaftshistorikerin
- Bruno Schröder (Botaniker) (1867–1928), deutscher Botaniker
- Bruno Schröder (Bankier) (1867–1940), deutsch-britischer Bankier, Kunstsammler und Mäzen
- Bruno Schröder (Archäologe) (1878–1934), deutscher Klassischer Archäologe
- Bruno Schröder (Politiker) (1894–1968), deutscher Politiker (FDP, SPD), MdL Niedersachsen
- Burkhard Schröder (Politiker) (* 1950), deutscher Politiker (SPD)
- Burkhard Schröder (Autor) (* 1952), deutscher Journalist und Schriftsteller
- Burkhard Schröder (Basketballspieler) (* 1957), deutscher Basketballspieler

### C
- Carl Schröder (Maler) (1802–1867), deutscher Maler und Lithograf
- Carl Schroeder (Cellist) (1848–1935), deutscher Cellist, Komponist und Dirigent
- Carl Schröder (Studienrat) (1897–1973), deutscher Pädagoge
- Carl Schröder (Puppenspieler) (1904–1997), deutscher Puppenspieler, Puppengestalter und Regisseur
- Carl August Schröder (Politiker, 1819) (1819–1902), deutscher Jurist, Richter und Politiker, MdHB
- Carl August Schröder (Politiker, 1855) (1855–1945), deutscher Politiker, Bürgermeister in Hamburg
- Carl August Schröder (Verleger) (1928–2006), deutscher Jurist und Verleger
- Carl-August Theodor Schröder (1887–1941), deutscher Jurist und Politiker
- Carl Gustav Theodor Schröder (auch Karl Schröder; 1840–1916), deutscher Bibliothekar
- Carl Heinrich Louis Schröder (1816–1898), deutscher Kaufmann und Politiker
- Carlos Schröder (* 1938), Künstlername von Karl Gustav Schröder, deutscher Maler
- Carly Schroeder (* 1990), US-amerikanische Schauspielerin
- Caroline Schröder (* 1962), deutsche Schauspielerin
- Carsten Schröder (1531/32–1615), deutscher Bauer und Chronist
- Chantal Schröder (* 2000), deutsche Kickboxerin
- Charleen Schröder (* 1996), deutsche Schauspielerin
- Christa Schroeder (Sekretärin) (1908–1984), deutsche Sekretärin Adolf Hitlers
- Christa Schroeder (Politikerin) (1913–1988), deutsche Politikerin (CDU)
- Christel Matthias Schröder (1915–1996), deutscher Theologe und Literaturwissenschaftler
- Christian Schröder (Maler) (auch Schreter; 1655–1702), böhmischer Maler
- Christian Schröder (Politiker, 1899) (1899–??), deutscher Politiker (SED)
- Christian Schröder (Segler) (* 1946/1947), deutscher Segler
- Christian Schröder (Moderator) (* 1953), deutscher Moderator und Fernsehjournalist
- Christian Schröder (Jurist) (* 1958), deutscher Rechtswissenschaftler und Hochschullehrer
- Christian Schröder (Chemiker) (* 1974), deutscher Chemiker und Hochschullehrer
- Christian Schroeder (Politiker, 1976) (* 1976), deutscher Politiker (Bündnis 90/Die Grünen)
- Christian Friedrich Schröder (auch Schroeder; 1750–1800), deutscher Schriftsteller
- Christian Matthias Schröder (Politiker, 1742) (1742–1821), deutscher Kaufmann und Politiker, Senator und Bürgermeister in Hamburg
- Christian Matthias Schröder (Politiker, 1778) (1778–1860), deutscher Kaufmann und Politiker, Senator in Hamburg
- Christiane Schröder (1942–1980), deutsche Schauspielerin
- Christina Schröder (geb.  Christina Schubert; * 1954), deutsche Psychologin
- Christina-Johanne Schröder (* 1983), deutsche Politikerin (Grüne)
- Christof Nikolaus Schröder, deutscher Theologe und Kirchenmusiker (Gregorianischer Choral)
- Christoph Schröder (Drucker), deutscher Drucker
- Christoph Schröder (Entomologe) (1871–1952), deutscher Entomologe, Psychologe und Parapsychologe
- Christoph Schroeder (* 1958), deutscher Germanist, Linguist und Hochschullehrer
- Christoph Schröder (Statistiker) (* 1961), deutscher Statistiker
- Christoph Schröder (Journalist) (* 1973), deutscher Journalist und Literaturkritiker
- Claudia Schröder (* 1953), deutsche Filmproduzentin und Filmregisseurin
- Claudia Schröder (Kamerafrau) (* 1987), deutsche Kamerafrau
- Clemens August Schröder (1824–1886), deutscher Jurist und Politiker, MdR
- Colin Schroeder (* 2006), deutscher Basketballspieler
- Conrad Schroeder (1933–2006), deutscher Politiker (CDU)
- Conrad Schröder (Politiker, 1854) (1854–1923), Bürgermeister und Mitglied des Provinziallandtages der Provinz Hessen-Nassau
- Constantin Schroeder (* 1980), deutscher Maler
- Corina Schröder (* 1986), deutsche Fußballspielerin
- Cornelia Schröder-Auerbach (1900–1997), deutsche Musikpädagogin, Cembalistin und Musikwissenschaftlerin
- Cornelia Schroeder-Piller (* 1960), deutsche Politikerin (CDU)

### D
- Daniel Schröder (* 1990), deutscher Koch
- David Schröder (* 1985), deutscher Kanute
- Dennis Schröder (* 1993), deutscher Basketballspieler
- Detlef Schröder (1963–2012), deutsch-tschechischer Chemiker
- Diedrich Schröder (Bauunternehmer) (1910–nach 1973), deutscher Ingenieur und Bauunternehmer
- Diedrich Schroeder (1916–1988), deutscher Bodenkundler
- Diedrich Schröder (1922–2009), deutscher Landwirt und Politiker (CDU)
- Dieter Schröder (Journalist) (1931–2021), deutscher Journalist, Publizist und Autor
- Dieter Schröder (Politiker) (* 1935), deutscher Jurist, Politikwissenschaftler und Politiker (SPD)
- Dieterich Schröder (1670–1753), deutscher Theologe und Historiker
- Diethelm Schröder (* 1930), deutscher Journalist
- Dietmar Schröder (* 1940), deutscher Bodenkundler und Hochschullehrer
- Dietrich Schroeder (* 1940/1941), deutscher Manager
- Dietrich Schröder (* 1961), deutscher Journalist
- Dominik Schröder (1910–1974), deutscher Ethnologe und Mongolist
- Doris Schröder-Köpf (* 1963), deutsche Journalistin und Autorin
- Dorothea Schröder (* 1957), deutsche Musikwissenschaftlerin

### E
- Eberhard Schröder (1933–1974), deutscher Filmregisseur, Regieassistent, Kostümbildner und Filmarchitekt
- Eberhard Schröder (Mathematiker) (1920–2011), deutscher Mathematiker
- Ed Schröder (* 1950), niederländischer Schachprogrammierer
- Eddie Schroeder (1911–2005), US-amerikanischer Eisschnellläufer
- Edmund Schroeder (1891–1965), deutscher Sachbuchautor
- Eduard August Schröder (1852–1928), österreichischer Jurist und Soziologe
- Edward Schröder (1858–1942), deutscher Altgermanist
- Elisabeth Schröder (Schauspielerin) (Betty Schröder; 1806–1887), österreichische Schauspielerin
- Elisabeth Schröder (Schriftstellerin) (Lisbeth Schröder; 1877–1953), deutsche Schriftstellerin
- Elisabeth Schröder (Turnerin) (Els Schröder; 1899–1996), deutsche Turnerin
- Emil Schröder (Unternehmer) (1853–1924), deutscher Unternehmer, Kammerfunktionär und Politiker
- Emil Schröder (Fußballfunktionär) (1891?–??), deutscher Fußballfunktionär
- Emil Ludwig Philipp Schröder (1764–1835), deutscher Geistlicher und Schriftsteller
- Emilie Schröder, deutsche Schriftstellerin, Übersetzerin, Sängerin und Schauspielerin
- Erich Schröder (Maler) (1893–1945?), deutscher Maler, Illustrator und NSDAP-Ortsgruppenleiter
- Erich Schröder (Mediziner) (1893–1968), deutscher Mediziner und Hochschullehrer
- Erich Schröder (Fußballspieler) (1898–1975), deutscher Fußballspieler
- Erich Schröder (Polizeibeamter) (1903–1989), deutscher Polizeibeamter, SD-Offizier
- Erich Christian Schröder (1925–2013), deutscher Philosoph und Hochschullehrer
- Ernst von Schroeder (Mediziner) (1830–1894), deutscher Arzt
- Ernst Schröder (Mathematiker) (1841–1902), deutscher Mathematiker
- Ernst Schröder (Journalist) (1889–1951), deutscher Journalist
- Ernst Schröder (Verleger) (1889–1956), deutscher Journalist und Zeitungsverleger
- Ernst Schroeder (Politiker) (1889–1971), deutscher Politiker (FDP), Bürgermeister von Darmstadt
- Ernst Schröder (Politiker) (1893–1976), deutscher Gartenarchitekt und Politiker (DVP, FDP)
- Ernst Schroeder (Jurist) (1894–1972), deutscher Jurist
- Ernst Schröder (Architekt) (1896–nach 1970), deutscher Architekt
- Ernst Schröder (Biologe) (1906–1988), deutscher Biologe und Naturschützer
- Ernst Schröder (Archivar) (1907–1999), deutscher Historiker und Archivar
- Ernst Schröder (Schauspieler) (1915–1994), deutscher Schauspieler
- Ernst Schröder (Unternehmer) (1919–2016), deutscher Unternehmer
- Ernst Schröder (Parteifunktionär), deutscher Parteifunktionär (FSU)
- Ernst Schroeder (Maler) (1928–1989), deutscher Maler
- Ernst Christian Schröder (1675–1758), deutscher Mathematiker
- Ernst Friedrich Ludwig Schröder (1759–1818), deutscher Sänger (Bariton) und Schauspieler
- Ernst-Jürgen Schröder (* 1956), deutscher Geograf und Hochschullehrer
- Esther Schröder (* 1969), deutsche Politikerin (PDS, SPD), MdL Brandenburg
- Ewald Schröder (* 1927), deutscher Leichtathlet

### F
- F. W. Schröder-Schrom (1879–1956), deutscher Schauspieler
- Felix Schröder (Komponist) (1876–1966), evangelischer Kirchenmusiker und Komponist
- Felix von Schroeder (1912–2003), deutscher Historiker, Genealoge und Lyriker
- Felix Schröder (Filmeditor), deutscher Filmeditor
- Ferdel Schröder (1947–2013), belgischer Politiker (PFF)
- Ferdinand Schröder (Pädagoge) (1812–1884), deutscher Pädagoge und evangelischer Theologe
- Ferdinand Schröder (Mediziner) (1818–1857), deutscher Arzt, Politiker und Karikaturist
- Ferdinand Schröder (Pfarrer) (1892–1978), deutscher evangelischer Pfarrer
- Flora-Elisa Schröder (* 1988), deutsche Politikerin (SPD), MdL
- Florian Schröder (Politiker) (* 1975), deutscher Politiker (AfD)
- Florian Schroeder (* 1979), deutscher Kabarettist, Autor, Kolumnist und Moderator
- Frank Schröder (Schachspieler) (* 1957), deutscher Schachspieler
- Frank Schröder (Skilangläufer) (* 1962), deutscher Skilangläufer
- Frank Schröder (Snookerspieler) (* 1963), deutscher Snookerspieler
- Frank Schröder (Schauspieler) (* 1964), deutscher Schauspieler und Sänger
- Frank Schröder (Synchronsprecher) (* 1966), deutscher Synchronsprecher, Regisseur und Dialogbuchautor
- Frank Leo Schröder (* 1961), deutscher Schauspieler
- Franz Schroeder (Politiker, 1831) (1831–??), deutscher Politiker
- Franz Schroeder (Staatssekretär) (1874–1948), deutscher Staatssekretär
- Franz Schröder (Politiker, 1884) (1884–nach 1919), deutscher Politiker (SPD)
- Franz Paul Schroeder (1890–1986), deutscher Bankdirektor und Politiker (Zentrum, CDU)
- Franz Rolf Schröder (1893–1979), deutscher Germanist, Skandinavist und Religionswissenschaftler
- Fred-Günter Schroeder (1930–2019), deutscher Botaniker
- Frederic M. Schroeder (* 1937), US-amerikanischer Philosoph und Hochschullehrer
- Frederick A. Schroeder (1833–1899), deutsch-amerikanischer Politiker und Industrieller
- Fredrick Rudolph Schroeder, bekannt als Ted Schroeder (1921–2006), US-amerikanischer Tennisspieler
- Friedrich Schröder (Kaufmann) (1775–1835), deutscher Kaufmann und Reeder
- Friedrich Schröder (Theologe) (1872–1943), deutscher Theologe
- Friedrich Schröder (1879–1933), deutscher Bankier, siehe Johann Friedrich Schröder (Bankier)
- Friedrich Schröder (Komponist) (1910–1972), deutscher Komponist
- Friedrich Schröder (Zahnmediziner) (1912–1996), deutscher Zahnmediziner, Kieferchirurg und Hochschullehrer
- Friedrich Schröder Sonnenstern (1892–1982), deutscher Maler und Zeichner
- Friedrich-Christian Schroeder (1936–2024), deutscher Rechtswissenschaftler und Hochschullehrer
- Friedrich Joseph Wilhelm Schröder (1733–1778), deutscher Mediziner und Hochschullehrer
- Friedrich Ludwig Schröder (1744–1816), deutscher Schauspieler, Dramatiker und Freimaurer
- Fritz Schroeder (1853–1931), deutscher Turn- und Sportpädagoge
- Fritz Schröder (Architekt) (1887–nach 1941), deutscher Architekt
- Fritz Schröder (General) (1887–1973), deutscher General
- Fritz Schröder (Politiker, 1891) (1891–1937), deutscher Politiker (SPD)
- Fritz Schröder (Regisseur) (1891–1973), deutscher Regisseur, Opernregisseur, Dramaturg und Journalist
- Fritz Schröder (Manager) (1910–nach 1971), deutscher Wirtschaftsmanager und Verbandsfunktionär
- Fritz Schröder (Politiker, 1915) (1915–2001), deutscher Politiker (SED)
- Fritz Schröder-Jahn (1908–1980), deutscher Hörspielregisseur und Schauspieler
- Fritz-Gerald Schröder (* 1961), deutscher Gartenbauwissenschaftler und Hochschullehrer
- Fritz H. Schröder (* 1937), deutscher Mediziner
- Fynn Malte Schröder (* 1997), deutscher Handballspieler

### G
- Gabriel Christian Carl Hermann Schroeder (1823–1883), deutscher Kaufmann und Politiker
- Gene Schroeder (1915–1975), US-amerikanischer Jazzpianist
- Georg Schröder (Pädagoge) (1584–1655), deutscher Pädagoge
- Georg Schröder (Kapitän), deutscher Convoykapitän
- Georg Schröder (Mediziner) (1870–1942), deutscher Internist
- Georg Schröder (Kryptologe) (1875–nach 1945), deutscher Kryptologe
- Georg Schroeder (1898–nach 1936), deutscher Politiker (NSDAP)
- Georg Schröder (Widerstandskämpfer) (1904–1944), deutscher Widerstandskämpfer
- Georg Schröder (Richter) (1905–1983), deutscher Richter
- Georg Schröder (Journalist) (1905–1987), deutscher Journalist
- Georg Schröder (Rechtsanwalt) (* 1971), deutscher Rechtsanwalt und Autor
- Georg Engelhard Schröder (1684–1750), schwedischer Maler
- Georg Heinrich Schröder (1745–1815), deutscher Händler und Politiker, MdL Hessen-Kassel
- Georg Hermann Schröder (1832–1911), deutscher Pädagoge
- George von Schröder (1867–1940), deutscher Verwaltungsbeamter
- Gerald Schröder (* 1976), deutscher Fußballspieler
- Gerco Schröder (* 1978), niederländischer Springreiter
- Gerd Schröder (1959–2008), deutscher Unternehmer und Eishockeyfunktionär
- Gerhard Schröder (Pastor) (um 1530–1601), deutscher Geistlicher, Hauptpastor in Lübeck
- Gerhard Schröder (Politiker, 1659) (1659–1723), deutscher Jurist, Bürgermeister von Hamburg
- Gerhard Schroeder (Hydrologe) (1887–1972), deutscher Hydrologe
- Gerhard Schroeder (Architekt) (1891–nach 1929), deutscher Ingenieur und Architekt
- Gerhard Schröder (Historiker) (1908–1944), deutscher Historiker und Ideologe
- Gerhard Schroeder (Industrieller) (1909–1963), deutscher Stahlindustrieller
- Gerhard Schröder (Politiker, 1910) (1910–1989), deutscher Politiker (CDU), Bundesminister
- Gerhard Schröder (Verbandsfunktionär) (1914–2010), deutscher Seniorenfunktionär
- Gerhard Schröder (Intendant) (1921–2012), deutscher Rundfunkintendant
- Gerhard Schröder (Chemiker) (1929–2015), deutscher Chemiker und Hochschullehrer
- Gerhard Schröder (Parteifunktionär), deutscher Parteifunktionär (SED)
- Gerhard Schröder (* 1944), deutscher Politiker (SPD), Bundeskanzler von 1998 bis 2005
- Gerhard Schröder (Journalist) (* 1963), deutscher Journalist, Moderator und Autor
- Gerhard Schröder (Grafiker) (* 1963), deutscher Grafiker und Illustrator
- Gerhart Schröder (1934–2023), deutscher Romanist
- Germaine Schroeder (1889–1983), französische Buchbinderin
- Gertrud Schröder-Lembke (1908–2006), deutsche Agrarhistorikerin
- Gertrud Wiebke Schröder (1897–1977), deutsche Bildhauerin und Kunstgewerblerin
- Gesine Schröder (Musiktheoretikerin) (* 1957), deutsche Musiktheoretikerin und Hochschullehrerin
- Gesine Schröder (Übersetzerin) (* 1976), deutsche Übersetzerin
- Glenda Schroeder, amerikanische Informatikerin
- Gottfried von Schröder (1734/1735–1807), k. k. Feldmarschall-Lieutenant und Ritter des Maria Theresia-Ordens
- Gregor Schroeder (1906–1976), deutscher Architekt
- Greta Schröder (1892–1980), deutsche Schauspielerin
- Grete Schröder (Schriftstellerin) (1904–1987), österreichische Schriftstellerin
- Grete Schroeder-Zimmermann (1887–1955), deutsche Architektin und Hochschullehrerin
- Günter Schröder (Agrarwissenschaftler) (1929–2020), deutscher Agrarwissenschaftler
- Günter Schröder (Polizist) (1937–2025), deutscher Polizist und Gewerkschaftsfunktionär
- Günter Schröder (Fußballspieler) (1940–2023), deutscher Fußballspieler
- Günter Schröder (Unternehmer) (1963–2012), deutscher Fernsehschaffender und Unternehmer
- Günther Schröder (Journalist) (* 1962/1963), österreichischer Journalist und Redakteur
- Günther Schroeder-Printzen (1924–2011), deutscher Jurist
- Günther Karl Schröder (1921–nach 1989), deutscher Lyriker und Übersetzer
- Gustav Schroeder (General) (1818–1899), deutscher Generalmajor
- Gustav Schröder (Entomologe) (um 1855–1931), deutscher Insektenkundler und Schulrektor
- Gustav Schröder (Kapitän) (1885–1959), deutscher Kapitän und Gerechter unter den Völkern
- Gustav Schröder (Journalist) (1929–2013), deutscher Sportjournalist und -fotograf
- Gustav Adolf Schröder (* 1943), deutscher Bankmanager

### H
- Hannelore Schröder (1935–2023), deutsche Patriarchatsforscherin und feministische Theoretikerin
- Hanning Schröder (1896–1987), deutscher Komponist und Bratschist
- Hanns Christian Schroeder-Hohenwarth (1921–2011), deutscher Bankmanager und Jurist
- Hannsjörg Schröder (* 1956), deutscher Anatom
- Hans Schröder (Autor) (1796–1855), deutscher Biograf und Bibliograf
- Hans Schröder (Mediziner, 1868) (1868–1938), deutscher Gynäkologe
- Hans Schröder (Kunsthistoriker) (1887–1954), deutscher Kunsthistoriker und Museumsdirektor
- Hans Schröder (Ingenieur) (1898–1981), deutscher Ingenieur und Hochschullehrer
- Hans Schröder (Diplomat) (1899–1965), deutscher Diplomat
- Hans Schröder (Unternehmer, 1900) (1900–1986), deutscher Fleischfabrikant und Kunstmäzen
- Hans Schröder (Politiker, 1902) (1902–1971), deutscher Politiker (SPD), MdL Schleswig-Holstein
- Hans Schröder (Jurist) (1904–1990), deutscher Richter
- Hans Schröder (Fußballspieler) (1906–1970), deutscher Fußballspieler
- Hans Schröder (Politiker, II), deutscher Verbandsfunktionär und Politiker, MdV
- Hans Schroeder (Puppenspieler) (1928–2014), deutscher Grafiker und Puppenspieler
- Hans Schröder (Mediziner, 1929) (1929–1997), deutscher Chirurg und Hochschullehrer
- Hans Schröder (Künstler) (1930–2010), deutscher Bildhauer und Maler
- Hans Schröder (Unternehmer, 1941) (1941–2015), deutscher Unternehmer
- Hans-Christoph Schröder (1933–2019), deutscher Historiker
- Hans Eggert Schröder (1905–1985), deutscher Autor und Herausgeber
- Hans-Erich Schröder-Conrad (* 1948), deutscher Violinist und Komponist
- Hans-Günter Schröder (* 1943), deutscher Fußballspieler
- Hans-Henning Schröder (* 1949), deutscher Historiker
- Hans Hinrich Schroeder-Hohenwarth (* 1944), deutscher Jurist
- Hans-Horst Schröder (* 1941), deutscher Wirtschaftswissenschaftler und Hochschullehrer
- Hans Joachim Schröder (* 1944), deutscher Biografieforscher und Schriftsteller
- Hans-Jürgen Schröder (* 1938), deutscher Historiker und Hochschullehrer
- Hans-Julius Schroeder (1930–2020), deutscher Landwirt und Politiker (CDU), MdVK
- Harald Schröder (* 1966), deutscher Grafiker und Comiczeichner
- Harold H. Schroeder, US-amerikanischer Filmtechniker, Erfinder und Manager
- Harry Schröder (* 1941), deutscher Psychotherapeut und Hochschullehrer
- Harry W. Schröder (* 1956), deutscher Komponist und Arrangeur
- Hartmut Schröder (* 1954), deutscher Sozial- und Kulturwissenschaftler
- Heike Albrecht-Schröder (* 1991), deutsche Gehörlosensportlerin im Tennis
- Heino Schröder (1900–2000), deutscher Landrat im Kreis Flensburg-Land (1938–1941) und Gebietskommissar im Reichskommissariat Ostland
- Heinrich Schröder (Missionar) (1850–1883), deutscher Missionar und evangelischer Märtyrer
- Heinrich Schröder (Jurist) (1857–1917), deutscher Jurist und Oberamtmann
- Heinrich Schröder (Sprachwissenschaftler) (Franz Johannes Heinrich Schröder; 1863–1937), deutscher Sprachwissenschaftler
- Heinrich Schröder (Botaniker) (1873–1945), deutscher Botaniker und Rektor der Landwirtschaftlichen Hochschule Hohenheim
- Heinrich Schröder (Maler) (1881–1942), deutscher Maler
- Heinrich Schröder (Zahnmediziner) (1889–nach 1937), deutscher Zahnmediziner
- Heinrich Schröder (Ingenieur) (1908–2002), deutscher Ingenieur und Hochschullehrer, Verfasser des Standardwerkes „Elektrische Nachrichtentechnik“
- Heinrich Schröder (Politiker, 1909) (1909–1989), deutscher Landwirt und Politiker (CDU)
- Heinrich Schröder (Politiker, 1912) (1912–1975), deutscher Politiker (SRP), MdBB
- Heinrich Georg Friedrich Schröder (1810–1885), deutscher Mathematiker und Physiker
- Heinrich Otto Schröder (1906–1987), deutscher Klassischer Philologe
- Heinrich Robert Schröder (1882–nach 1927), deutscher Politiker (SPD)
- Heinz Schröder (Antifaschist) (1910–1997), deutscher Widerstandskämpfer
- Heinz Schröder (Schauspieler) (1921–2018), deutscher Schauspieler
- Heinz Schröder (Puppenspieler) (1928–2009), deutscher Puppenspieler
- Heinz-Jürgen Schröder (1939–2023), deutscher Chirurg
- Hellmut Schroeder-Lanz (1934–2018), deutscher Geograph
- Hellmut E. Schroeder (1908–nach 1970), deutscher Fabrikant und Jurist
- Hellmuth Schröder (1888–1939), deutscher Architekt und Stadtbaurat
- Helmut Schröder (Maler) (1910–1974), deutscher Maler und Grafiker
- Helmut Schröder (Organist) (* 1949), deutscher Organist
- Helmut Schröder (Fußballspieler) (* 1958), deutscher Fußballspieler
- Helmuth Schröder (Dichter) (1842–1909), deutscher Lehrer und Dichter
- Helmuth Schroeder (Diplomat), deutscher Diplomat
- Hendrik Schröder (* 1959), deutscher Betriebswirtschaftler
- Henning Schröder (1945–2012), deutscher Physiker
- Henriette Schroeder (* 1961), deutsche Übersetzerin, Journalistin, Dokumentarfilmerin und Autorin
- Henry Schröder (1859–1927), deutscher Paläontologe und Geologe
- Henry Schroeder (* 1963), deutscher Neurochirurg
- Herbert Schröder (General) (1894–1986), deutscher Generalmajor
- Herbert Schröder (Diplomat) (1902–1986), deutscher Diplomat
- Herbert Schröder (Fußballspieler) (1945–2000), deutscher Fußballspieler
- Herbert Schröder-Stranz (1884–1912), deutscher Offizier und Polarforscher
- Hermann Schröder (Historiker) (1798–1856), deutscher Historiker
- Hermann Schröder (Musiker, 1843) (1843–1909), deutscher Violinist, Musikpädagoge und Komponist
- Hermann Schroeder (Politiker, 1866) (1866–1938), nassauischer Politiker
- Hermann Schröder (Admiral) (1868–1946), deutscher Konteradmiral
- Hermann Schröder (Zahnmediziner) (1876–1942), deutscher Zahnmediziner
- Hermann Schröder (Architekt, 1894) (1894–1965), deutscher Architekt
- Hermann Schröder (Maler) (1897–1972), deutscher Maler und Bühnenmaler
- Hermann Schroeder (Mediziner) (1902–nach 1960), deutscher Pharmakologe, Internist und Hochschullehrer
- Hermann Schroeder (1904–1984), deutscher Komponist und Kirchenmusiker
- Hermann Schröder (Gärtner) (1927–2002), deutscher Gärtner
- Hermann Schröder (Architekt, 1928) (1928–2016), deutscher Architekt und Hochschullehrer
- Hermann Carl Schröder (1872–1956), deutscher Architekt
- Hermann-Josef Schroeder (1887–1936), deutscher Architekt
- Hermine Schröder (1911–1978), deutsche Leichtathletin
- Hildegard Schroeder (1914–1978), deutsche Slawistin
- Hildegard Dörge-Schröder (1901–1986), deutsche Architektin
- Hiltrud Schroeder (1937–2017), deutsche Soziologin, Autorin und Herausgeberin
- Hinrich Schröder (1906–1992), deutscher Politiker (FDP)
- Horst Schröder (Jurist) (1913–1973), deutscher Rechtswissenschaftler und Hochschullehrer
- Horst Schröder (Agrarwissenschaftler) (1930–2000), deutscher Agrarwissenschaftler
- Horst Schröder (Rechtshistoriker) (* 1930), deutscher Jurist, Rechtshistoriker und Hochschullehrer
- Horst Schröder (Politiker) (1938–2022), deutscher Politiker (CDU), MdB
- Horst Schröder (Autor) (* 1943), deutscher Comicautor, Übersetzer und Herausgeber
- Horst-Diether Schroeder (1920–1990), deutscher Historiker und Archivar
- Hubert Schröder (1913–1995), deutscher Physiker und Glastechnologe
- Hubert E. Schroeder (1931–2012), Schweizer Zahnmediziner
- Hugo von Schröder (1819–1893), deutscher Generalarzt
- Hugo Schroeder (Politiker) (1829–1899), deutscher Jurist und Reichstagsabgeordneter
- Hugo Schröder (Optiker) (1834–1902), deutscher Optiker

### I
- Ilka Schröder (* 1978), deutsche Politikerin (Bündnis 90/Die Grünen)
- Ingrid Schröder (* 1960), deutsche Germanistin
- Inti Schröder (* 1989), chilenischer Fußballspieler
- Iris Schröder (* 1966), deutsche Historikerin
- Ivonne Schröder (* 1988), deutsche Eishockeyspielerin
- Iwan Nikolajewitsch Schröder (1835–1908), russischer Bildhauer

### J
- Jaap Schröder (1925–2020), niederländischer Violinist und Dirigent
- Jacobus Ludovicus Conradus Schroeder van der Kolk (1797–1862), niederländischer Mediziner
- Jacqueline Schroeder, Schweizer Basketballspielerin
- Jan Schröder (Admiral) (1800–1885), niederländischer Marineoffizier und deutscher Admiral
- Jan Schröder (Radsportler) (1941–2007), niederländischer Radsportler
- Jan Schroeder (1942–2019), deutscher Hornist
- Jan Schröder (Rechtswissenschaftler) (* 1943), deutscher Rechtswissenschaftler
- Jan Schröder (Judoka) (* 1960), deutscher Judoka und Präsident des Brandenburgischen Judo-Verbandes
- Jan Schröder (Politiker) (* 1976), deutscher Politiker (SPD)
- Jan-Christian Schröder (* 1998), deutscher Schachspieler
- Janina Agnes Schröder (* 1988), deutsche Schauspielerin
- Jenna Schroeder (* 1985), US-amerikanische Basketballschiedsrichterin
- Jens-Michael Schröder (* 1949), deutscher Biochemiker und Hochschullehrer
- Jens-Ole Schröder (* 1964), deutscher Jurist
- Jeremias Schröder (* 1964), deutscher Ordensgeistlicher
- Joachim Schröder (Theologe) (1613–1677), deutscher Theologe und Pfarrer
- Joachim Schröder (Paläontologe) (1891–1976), deutscher Paläontologe
- Joachim Schröder (Politiker) (1925–1989), deutscher Internist und Politiker (SPD)
- Joachim Schröder (Fußballspieler), deutscher Fußballspieler bei Altona 93
- Joachim Schröder (Judoka) (auch Joachim Schroeder), deutscher Judoka, DDR-Meister
- Joachim Schroeder (Pädagoge) (* 1961), deutscher Pädagoge
- Joachim Schroeder (Filmemacher) (* 1964), deutscher Filmemacher
- Joachim Hermann Ernst Schröder (1940–1991), deutscher Meteorologe
- Jochen Schröder (1927–2023), deutscher Schauspieler und Synchronsprecher
- Jochen Schröder (Jurist) (1933–1987), deutscher Rechtswissenschaftler
- Jochen Schroeder (* 1954), deutscher Schauspieler, Sänger und Intendant
- Johan Henrik Schröder (1791–1857), schwedischer Archäologe
- Johann Schröder (Mediziner) (1600–1664), deutscher Mediziner
- Johann Schröder (Bürgermeister) († nach 1684), deutscher Kaufmann und Politiker
- Johann Schröder (Esperantist) (1869–1928), österreichischer Esperantist und Journalist
- Johann Schröder (Mathematiker) (1925–2007), deutscher Mathematiker
- Johann Caspar Schröder (1695–1759), niederländischer Altphilologe
- Johann Christian Schröder (1760–1809), deutscher Jurist und Politiker, Ratsherr in Rostock
- Johann Dietrich Schröder, deutscher Orgelbauer
- Johann Friedrich von Schroeder (Kaufmann, 1744) (1744–1791), deutscher Kaufmann und Gutsverwalter
- Johann Friedrich Schröder (Kaufmann, 1745) (1745–1795), deutscher Handelsunternehmer
- Johann Friedrich Schröder (Maler) (1821–1904), deutscher Maler
- Johann Friedrich Schröder (Bankier) (1879–1933), deutscher Bankier
- Johann Heinrich Schröder (Theologe) (1666–1699), deutscher Pfarrer und Kirchenlieddichter
- Johann Heinrich Schröder (Maler) (1757–1812), deutscher Maler
- Johann Heinrich Schröder (Ratsherr) (1779–1848), deutscher Kaufmann und Politiker, Ratsherr in Lübeck
- Johann Heinrich Schröder (Unternehmer) (1784–1883), deutscher Unternehmer und Bankier
- Johann Heinrich Wilhelm Schröder (1825–1910), deutsch-britischer Kaufmann und Bankier, siehe John Henry Schröder
- Johann Joachim Schröder (1680–1756), deutscher Orientalist, Bibliothekar, Theologe und Kirchenhistoriker
- Johann Karl von Schroeder (1923–1998), deutscher Archivar und Historiker
- Johann Lucas Schröder (1760–1813), deutscher Kaufmann und Politiker, MdL Westphalen
- Johann Michael Schröder (* 1937), deutscher Mediziner und Hochschullehrer
- Johann Peter Schroeder (1794–1876), deutscher Politiker
- Johann Wilhelm Schröder (1726–1793), deutscher Orientalist
- Johannes Schröder (Theologe) (auch Johann Schröder; 1572–1621/1623), deutscher Theologe und Pfarrer
- Johannes Schröder (Organist), dänischer Organist
- Johannes von Schröder (1793–1862), dänisch-deutscher Offizier und Topograph
- Johannes Schröder (Vizeadmiral) (1858–1933), deutscher Vizeadmiral
- Johannes Schröder (Chemiker) (1879–1942), deutscher Chemiker, Hochschullehrer und Diplomat
- Johannes Schröder (Pfarrer) (1909–1990), deutscher Pfarrer und Widerstandskämpfer
- Johannes Schröder (Komiker) (* 1974), deutscher Komiker
- Johannes Schröder (Regisseur) (* 1986), deutscher Regisseur
- Johannes Friedrich Ludwig Schröder (1774–1845), deutscher Theologe und Mathematiker
- Johannes Herbert Schroeder (1939–2018), deutscher Geologe
- Johannes M. Schröder (* 1991), deutscher Organist, Komponist und Kirchenmusiker
- Johannes Theodor Ludwig Schroeder (auch Johann Theodor Ludwig Schroeder; 1799–1879), deutscher Mediziner
- John Schröder (* 1964), deutscher Jazzmusiker
- John Henry Schröder (eigentlich Johann Heinrich Wilhelm Schröder; 1825–1910), deutsch-britischer Kaufmann, Bankier, Kunstsammler und Mäzen
- John Ulrich Schroeder (1876–1947), deutscher Jurist
- Jonas Schröder (* 1991), deutscher Volleyball- und Beachvolleyballspieler
- Jordan Schroeder (* 1990), US-amerikanischer Eishockeyspieler
- Jörg Schröder (1938–2020), deutscher Schriftsteller und Verleger
- Jörg Schröder (Schauspieler) (1944–2019), deutscher Schauspieler
- Jörg Schröder (Bauingenieur) (* 1964), deutscher Bauingenieur und Hochschullehrer
- Jörg-Uwe Schröder (* 1961), deutscher Schauspieler
- Josef Schröder (Historiker) (* 1937), deutscher Historiker und Hochschullehrer
- Josef Schröder-Schoenenberg (1896–1948), deutscher Maler und Grafiker
- Josef-Hermann Schröder (1887–1936), deutscher Architekt, siehe Hermann-Josef Schröder
- Joseph Schröder (1849–1903), deutscher Theologe
- Joseph Schroeder (1880–1935), deutscher Geistlicher
- Julia Schröder (* 1978), deutsche Violinistin, Dirigentin und Hochschullehrerin
- Julius von Schroeder (Pädagoge) (1808–1888), baltendeutscher Pädagoge und Rektor
- Julius von Schroeder (Chemiker) (1843–1895), baltendeutscher Chemiker, Forstwissenschaftler und Hochschullehrer
- Julius Schröder (1866–1918), österreichisch-ungarischer Röntgenologe
- Julius Schroeder (Unternehmer) (1886–1938), deutscher Metallurg, Unternehmer und Firmengründer
- Jürgen Schröder (Mediziner) (1912–2001), deutscher Rechtsmediziner und Hochschullehrer
- Jürgen Schröder (Diplomat) (1915–?), Presseattaché
- Jürgen Schröder (General) (1916–??), deutscher Brigadegeneral
- Jürgen Schröder (Germanist) (* 1935), deutscher Germanist und Hochschullehrer
- Jürgen Schröder (Fußballspieler) (* 1937), deutscher Fußballspieler
- Jürgen Schröder (Ruderer) (* 1940), deutscher Ruderer
- Jürgen Schröder (Politiker, 1940) (* 1940), deutscher Politiker (CDU)
- Jürgen Schröder (Wirtschaftswissenschaftler) (* 1940), deutscher Wirtschaftswissenschaftler und Hochschullehrer
- Jürgen Schröder (Pianist) (* 1941), deutscher Pianist und Hochschullehrer
- Jürgen Schröder (Gitarrist), deutscher Gitarrist
- Jürgen Schröder (Politiker, 1958) (1958–2022), deutscher Politiker (KBW), siehe Kommunistischer Bund Westdeutschland #Bekannte Mitglieder
- Jürgen Schröder (Ingenieur) (* 1958), deutscher Ingenieur und Hochschullehrer
- Jürgen Schröder (Wasserballspieler) (* 1960), deutscher Wasserballspieler
- Jürgen Schröder-Jahn (1936–2022), deutscher Fernsehjournalist, Drehbuchautor, Regisseur, Autor und Gewerkschafter
- Justin Schröder (1899–1971), deutscher Autor, Regisseur und Sprecher

### K
- Kai-Uwe Schröder (* 1973), deutscher Bauingenieur und Hochschullehrer
- Kara Schröder (* 1990), deutsche Schauspielerin
- Karin Schröder (* 1942), deutsche Schauspielerin
- Karl Schröder (Künstler, 1760) (1760–1844), deutscher Maler, Zeichner, Radierer und Stahlstecher
- Karl Schröder (Künstler, 1802) (1802–1867), deutscher Maler, Lithograph und Zeichenlehrer
- Karl Schröder (Schriftsteller, I), deutscher Schriftsteller
- Karl Schroeder (Mediziner) (1838–1887), deutscher Gynäkologe
- Karl Schröder (Pädagoge) (Karl Schröder-Vellahn; 1857–nach 1923), deutscher Pädagoge und Herausgeber
- Karl Schröder (Politiker, 1866) (1866–1940), deutscher Politiker (SPD), MdL Preußen
- Karl Schroeder (Landrat) (1870–1940), deutscher Verwaltungsbeamter und Politiker
- Karl Schröder (Zauberkünstler) (1876–1960), deutscher Kaufmann und Zauberkünstler
- Karl Schröder (Architekt) (1884–nach 1929), deutscher Architekt
- Karl Schröder (Schriftsteller, 1884) (1884–1950), deutscher Politiker, Widerstandskämpfer und Schriftsteller
- Karl Schröder (Politiker, 1890) (1890–1966), deutscher Politiker (SPD)
- Karl Schröder (Jurist) (1893–nach 1948), deutscher Jurist
- Karl Schröder (Verleger) (1896–nach 1965), deutscher Verleger
- Karl Schröder (Politiker, 1897) (1897–nach 1936), deutscher Politiker (NSDAP)
- Karl Schröder (Maler, 1907) (1907–1996), deutscher Maler
- Karl Schröder (Kameramann) (1912–1996), deutscher Kameramann
- Karl Schröder (Politiker, 1913) (1913–1971), deutscher Politiker (SPD)
- Karl Schröder (Heimatforscher) (1935–2015), deutscher Heimatforscher
- Karl Schroeder (Schriftsteller, 1962) (* 1962), kanadischer Schriftsteller
- Karl Schröder-Tapiau (1870–1945), deutscher Maler
- Karl-Ernst Schröder (1958–2003), deutscher Lautenist
- Karl-Eugen Schröder (1937–2012), deutscher Endokrinologe
- Karl Friedrich von Schröder (um 1725–1809), österreichischer Feldmarschalleutnant
- Karl Gustav Schröder (Künstlername Carlos Schröder; * 1938), deutscher Maler
- Karl Heinz Schröder (Geograph) (1914–2006), deutscher Geograph und Hochschullehrer
- Karl-Heinz Schröder (Fußballspieler) (1919–2012), deutscher Fußballspieler
- Karl-Heinz Schröder (Fußballspieler, 1922) (1922–1979), deutscher Fußballspieler
- Karl Heinz Schröder (Verleger) (1929–2008), deutscher Verleger und Politiker
- Katharina Schröder (* 1980), österreichische Chemikerin (Technische Chemie)
- Katrin Schröder (Ruderin) (* 1967), deutsche Ruderin
- Katrin Schröder (Biologin) (* 1975), deutsche Biologin und Hochschullehrerin
- Kevin Schroeder, deutscher Übersetzer, Liedtexter und Musicalautor
- Klaus Schroeder (* 1949), deutscher Politikwissenschaftler und Zeithistoriker
- Klaus Schröder (Fußballspieler) (* 1954), deutscher Fußballspieler
- Klaus Schröder (Eishockeyspieler), deutscher Eishockeyspieler
- Klaus Schröder (Diplomat), deutscher Diplomat
- Klaus Albrecht Schröder (* 1955), österreichischer Kunsthistoriker
- Klaus-Peter Schroeder (* 1947), deutscher Jurist, Rechtshistoriker und Hochschullehrer
- Klaus Theo Schröder (1948–2012), deutscher Politiker (SPD)
- Konrad Schröder (* 1941), deutscher Fremdsprachendidaktiker
- Kristina Schröder (* 1977), deutsche Politikerin (CDU), Bundesministerin a. D.
- Kurt Schröder (Dirigent) (1888–1962), deutscher Dirigent
- Kurt Freiherr von Schröder (1889–1966), deutscher Großbankier
- Kurt Schröder (Mediziner) (1902–1979), deutscher Hals-Nasen-Ohren-Arzt
- Kurt Schröder (Politiker) (1906–1964), deutscher Verwaltungsbeamter und Politiker (SPD), MdB
- Kurt Schröder (Mathematiker) (1909–1978), deutscher Mathematiker

### L
- Lena Schröder (* 1993), norwegische Para-Eishockeyspielerin und Paralympics-Teilnehmerin
- León Schröder (* 1987), deutscher Schauspieler
- Leopold von Schroeder (1851–1920), deutscher Indologe
- Lilly von Schröder (1844–1901), deutsche Schriftstellerin
- Lothar Schröder (Fußballtrainer) (1914–nach 1964), deutscher Fußballtrainer
- Lothar Schröder (Tiermediziner) (1925–1991), deutscher Tiermediziner, Anatom und Hochschullehrer
- Lothar Schröder (Fußballspieler) (* 1927), deutscher Fußballspieler
- Lothar Schröder (Gewerkschafter) (* 1959), deutscher Gewerkschaftsfunktionär und Manager
- Lothar Schröder (Journalist) (* 1963), deutscher Journalist
- Lotte Hartmann-Kottek-Schroeder (* 1937), deutsche Gestalttherapeutin
- Louise Schroeder (1887–1957), deutsche Politikerin (SPD)
- Louise Schröder (* 1982), deutsche Fotografin
- Ludwig Schröder (Gewerkschafter) (1848–1914), deutscher Bergarbeiterführer und Gewerkschafter
- Ludwig von Schröder (1854–1933), deutscher Admiral
- Ludwig Schröder (Schriftsteller) (1863–1934), niederdeutscher Schriftsteller
- Ludwig Schroeder (1877–nach 1939), deutscher Offizier und Generalarbeitsführer
- Ludwig von Schröder (General) (1884–1941), deutscher General
- Lukas Schröder (* 1986), österreichischer Handballspieler

### M
- Malte Schröder (* 1987), deutscher Handballspieler
- Manfred von Schröder (1914–1996), deutscher Bankmanager
- Manfred Schröder (Prähistoriker) (* 1923), deutscher Prähistoriker
- Manfred Schroeder (1926–2009), deutscher Physiker
- Manfred Schröder (Fußballspieler) (* 1937), deutscher Fußballspieler
- Manfred Schröder (Politiker) (* 1940), deutscher Politiker (NDPD), MdV
- Manfred F. Schröder (1936–2018), deutscher Journalist und Autor
- Marc Schröder (* 1990), deutscher Radsportler
- Marcel Schröder (Politiker) (* 1995), deutscher Politiker (FDP), MdBB
- Marcel Schröder (Tennisspieler), deutscher Tennisspieler
- Margot Schroeder (* 1937), deutsche Schriftstellerin
- Marianne Schroeder (* 1945), Schweizer Pianistin, Komponistin und Hochschullehrerin
- Marie Schröder (1847–1917), deutsche Bühnensängerin, siehe Marie Schröder-Hanfstängl
- Marieke Schroeder (* 1970), deutsche Filmregisseurin, Drehbuchautorin und Filmproduzentin
- Mario Schröder (* 1965), deutscher Tänzer und Choreograf
- Marion von Schröder (1886–1976), deutsche Verlegerin, siehe Marion von Schröder Verlag
- Marko Schröder (* 1966), deutscher Fußballspieler
- Markus Schröder, Pseudonym von Clemens Münster
- Marlies Schröder (* 1938), deutsche Diözesanratfunktionärin
- Martha Schroeder (1857–1895), deutsche Pianistin
- Martin Schröder (Politiker) (1895–1979), deutscher Politiker
- Martin Schröder (Soziologe) (* 1981), deutscher Soziologe
- Martin Z. Schröder (* 1967), deutscher Schriftsteller, Buchdrucker und Schriftsetzer
- Mathias Schröder (1941–2023), deutscher Schriftsteller und Arzt
- Mathias Ludwig Schroeder (1904–1950), deutscher Handwerker und Schriftsteller
- Matthias Kautzor-Schröder (* 1975), deutscher Basketballspieler
- Marvin Schröder (* 1991), deutscher Unternehmer, Handwerker und Möbeldesigner (Loftdesign Industriemöbel)
- Max Schroeder (vor 1854–nach 1927), deutscher Chemiker
- Max Schröder (Architekt) (1862–1922), deutscher Architekt
- Max Schröder (Journalist) (1900–1958), deutscher Journalist und Verlagslektor
- Max Schröder (Musiker) (* 1974), deutscher Musiker
- Max Schröder-Etzdorf (1908–1984), deutscher Jurist und Gutsherr
- Max Schröder-Greifswald (1858–1930), deutscher Landschafts- und Marinemaler
- Max Otto Schröder (1858–1926), deutscher Politiker
- Mechtild Schröder (1932–2010), deutsche Ärztin und baptistische Diakonisse
- Meinhard Schröder (Jurist, 1942) (* 1942), deutscher Jurist und Hochschullehrer
- Meinhard Schröder (Schriftsteller) (* 1943), deutscher Schriftsteller
- Meinhard Schröder (Jurist, 1978) (* 1978), deutscher Jurist und Hochschullehrer
- Michael Schröder (Politiker) (1893–1962), deutscher Gewerkschafter und Politiker (SPD, SED)
- Michael Schröder (Fußballspieler) (* 1959), deutscher Fußballspieler
- Michael Schröder (Basketballspieler) (* 1984), ehemaliger deutscher Basketballspieler
- Michael D. Schroeder (* 1945), US-amerikanischer Informatiker
- Michel Schroeder (* 1995), deutscher Jazzmusiker
- Minna Schröder (geborene Beyer; 1878–1965), deutsche Politikerin (SPD)
- Monique Schröder (* 2003), deutsche Filmschauspielerin
- Myriam Schröder (* 1972), deutsche Schauspielerin

### N
- Napoléon Schroeder (1855–1922), deutsch-belgischer Unternehmer
- Nele Schröder-Griebel (* 1981), deutsche Klassische Archäologin
- Nico Schröder (* 1978), deutscher Softwarearchitekt und Musikproduzent
- Nicolaus Schröder (* 1958), deutscher Autor und Journalist
- Nicole Maruo-Schröder, deutsche Amerikanistin
- Nikolaus Wilhelm Schröder (1721–1798), deutscher Orientalist und Bibliothekar
- Nicole Maruo-Schröder, deutsche Amerikanistin

### O
- Octavio Schroeder (1822–1903), deutscher Politiker
- Ole Schröder (Politiker) (* 1971), deutscher Politiker (CDU)
- Ole Schröder (Fußballspieler) (* 1985), deutscher Fußballspieler
- Oliver Schröder (* 1980), deutscher Fußballspieler
- Oskar Schroeder (1889–1974), deutscher katholischer Theologe
- Oskar Schröder (1891–1959), deutscher Mediziner und Militärarzt
- Otto Schröder (Philologe) (1851–1937), deutscher Klassischer Philologe
- Otto Schroeder (General, 1860) (1860–1942), deutscher Generalmajor
- Otto Schröder (Kirchenmusiker) (1860–1946), deutscher Kirchenmusiker
- Otto Schröder (General, 1877) (1877–1946), deutscher Generalleutnant
- Otto Schröder (Oberwagenführer), Fahrzeugführer von Wilhelm II., siehe Liste der Gedenktafeln in Berlin-Mitte
- Otto Schröder (Assyriologe) (1887–1928), deutscher Assyriologe
- Otto Schröder (Fechter) (1902–nach 1937), deutscher Fechter
- Otto Schröder (Schauspieler), deutscher Schauspieler
- Otto Schröder (Theologe) (1921–1994), deutscher evangelischer Theologe
- Otto Schroeder-Zollinger (1899–1980), deutscher Generalmajor der Luftwaffe
- Otto Edward Henry Schröder (1913–1975), deutsch-britischer Maler und Hochschullehrer
- Otto Franz Schroeder (1900–nach 1953), deutscher Versicherungsvertreter und Politiker (Hamburgische Bürgerschaft; SPD)

### P
- Patricia Schroeder (1940–2023), US-amerikanische Politikerin
- Patricia Schröder (* 1960), deutsche Schriftstellerin
- Patrick Schröder (* 1978), deutscher Synchronsprecher
- Patrick Schröder (Neonazi) (* 1982 oder 1983), deutscher Aktivist
- Paul Schröder (Philologe) (1844–1915), deutscher Philologe, Orientalist und Diplomat
- Paul Schroeder (Schauspieler, 1851) (1851–1900), deutscher Schauspieler und Schriftsteller
- Paul Schröder (Mediziner, 1873) (Paul Schroeder, 1873–1941), deutscher Kinder- und Jugendpsychiater
- Paul Schröder (Politiker, 1875) (Paul Schroeder, 1875–1932), deutscher Pädagoge und Politiker (SPD)
- Paul Schröder (Schiedsrichter) (1883/1884–nach 1912), deutscher Fußballschiedsrichter
- Paul Schröder (Politiker, 1887) (1887–1930), deutscher Jurist und Politiker (DNVP, DVFP)
- Paul Schroeder (Mediziner, 1894) (1894–1974), deutscher Arzt und Standespolitiker
- Paul Schröder (Wirtschaftswissenschaftler) (1896–nach 1948), Wirtschaftswissenschaftler und Privatdozent
- Paul Schröder (Schauspieler, 1982) (* 1982), deutscher Schauspieler
- Paul Friedrich Schröder (1869–1921), deutscher Journalist und Schriftsteller
- Peer Schröder (1956–2019), deutscher Dichter und Herausgeber
- Peter Schröder (Buchdrucker), deutscher Buchdrucker
- Peter Schroeder (Heimatdichter) (1875–1935), deutscher Mundartdichter
- Peter Schröder, Pseudonym von Theodor Adolf Wilhelm Schröder (1890–1981), deutscher Schriftsteller
- Peter Schröder (Bildhauer) (* 1947), deutscher Bildhauer
- Peter Schröder (Rennfahrer) (* 1950), Schweizer Motorradrennfahrer
- Peter Schröder (Schauspieler) (* 1958), deutscher Schauspieler
- Peter Schroeder (Informatiker) (* 1960), US-amerikanischer Informatiker, Fellow der Association for Computing Machinery
- Peter Schröder (Regisseur) (1964–2025), österreichischer Filmregisseur, Filmeditor und Musiker
- Peter Schröder (Historiker) (* 1965), deutsch-britischer Historiker
- Peter Schroeder-Heister (* 1953), deutscher Logiker
- Peter Bock-Schroeder (1913–2001), deutscher Fotograf
- Peter W. Schroeder (1942–2024), deutscher Journalist und Autor
- Philipp Georg Schröder (1729–1772), deutscher Mediziner und Hochschullehrer

### R
- Rainer Schröder (Jurist) (1947–2016), deutscher Rechtswissenschaftler
- Rainer J. Schröder (1964–2024), deutscher Rechtswissenschaftler
- Rainer M. Schröder (* 1951), deutscher Schriftsteller
- Ralf Schröder (1927–2001), deutscher Literaturwissenschaftler und Verlagslektor
- Rayk Schröder (* 1974), deutscher Fußballspieler
- Regine Schroeder (* 1970), deutsche Schauspielerin
- Reinhold Schröder (1932–2024), deutscher Bildhauer
- Reinhold Rudolf Schroeder (1889–?), deutscher Architekt
- Renée Schroeder (* 1953), österreichische Biochemikerin
- Ria Schröder (* 1992), deutsche Politikerin (FDP), JuLis-Bundesvorsitzende
- Richard Schröder (Jurist) (1838–1917), deutscher Jurist und Hochschullehrer
- Richard Schroeder (Politiker) (1856–1908), deutscher Jurist und Politiker
- Richard Schröder (Theologe) (* 1943), deutscher Philosoph und evangelischer Theologe
- Richard Schroeder (Schwimmer) (* 1961), US-amerikanischer Schwimmsportler
- Rob Schroeder (1926–2011), US-amerikanischer Rennfahrer
- Rob Schröder (* 1970), niederländischer Designer und Filmregisseur
- Robert von Schröder (1807–1894), deutscher Rittergutsbesitzer und Politiker
- Robert Schröder (Mediziner) (1884–1959), deutscher Geburtshelfer und Gynäkologe
- Robert Schroeder (* 1955), deutscher Musiker
- Robert Schröder (Schiedsrichter) (* 1985), deutscher Schiedsrichter
- Roderich Schröder (1907–1997), deutscher Architekt, Regierungsbaumeister, Redakteur und Autor
- Roger P. Schroeder (* 1951), US-amerikanischer römisch-katholischer Geistlicher, Steyler Missionar und Missionswissenschaftler
- Roland Schröder (Ruderer) (* 1962), deutscher Ruderer
- Roland Schröder (Medienwissenschaftler) (* 1963), deutscher Medienwissenschaftler und Bürgermeister der Stadt Menden (Sauerland)
- Rolf Schröder (Dirigent) (1898–nach 1943), deutscher Pianist und Dirigent
- Rolf Schröder (Mediziner, 1928) (1928–2013), deutscher Internist, Kardiologe und Hochschullehrer
- Rolf Schroeder (1936–2020), deutscher Geologe und Hochschullehrer
- Rolf Schröder (Maler) (R. Ode; * 1937), deutscher Maler
- Rolf Schröder (Mediziner, 1963) (* 1963), deutscher Neurologe und Hochschullehrer für Neuropathologie
- Rolf-Helmut Schröder (1921–2011), deutscher Offizier
- Rolf Xago Schröder (* 1942), deutscher Maler und Grafiker, siehe Xago
- Rolph Schroeder (1900–1980), deutscher Violinist
- Rouven Schröder (* 1975), deutscher Fußballspieler und -trainer
- Rudolf Schröder (Baubeamter) (1855–1939), deutscher Baubeamter, Direktor der Hamburger Wasserwerke GmbH
- Rudolf Schröder (Architekt) (1874–1929), deutscher Architekt
- Rudolf Schröder (Politiker) (1876–nach 1918), deutscher Förster und Politiker, MdR
- Rudolf  Schröder (Schauspieler) (1885–1960), deutscher Schauspieler und Regisseur
- Rudolf Schroeder (Architekt) (1897–1965), deutscher Architekt
- Rudolf Schröder (Gestapo) (1903–1981), deutscher Gestapobeamter
- Rudolf Schröder (Musikproduzent) (1926–2016), deutscher Musikproduzent
- Rudolf Schröder (Gartenbauingenieur) (* 1933), deutscher Gartenbauingenieur
- Rudolf Schröder (Wirtschaftswissenschaftler) (* 1965), deutscher Wirtschaftswissenschaftler
- Rudolf Alexander Schröder (1878–1962), deutscher Schriftsteller und Innenarchitekt
- Rudolph William Schroeder (1885–1952), US-amerikanischer Luftfahrtpionier

### S
- Sabine Schröder (* 1942), deutsche Politikerin (SPD)
- Sam Schröder (* 1999), niederländischer Rollstuhltennisspieler
- Sarah Schröder (* 1991), deutsche Fußballspielerin
- Sebastian Schröder (* 1964), deutscher Verwaltungsbeamter
- Sebastian Schröder (Basketballspieler) (* 1988), deutscher Basketballspieler
- Sebastian C. Schröder (* 1939), deutscher Schauspieler, Regisseur und Architekt
- Siegfried Schröder (1921–2007), deutscher Bauingenieur und Hochschullehrer
- Simone Schröder (* 1964), deutsche Opernsängerin der Stimmlage Alt
- So-yeon Schröder-Kim (* 1970), südkoreanische Wirtschaftsmanagerin, Dolmetscherin und Übersetzerin
- Sophie Schröder (1781–1868), deutsche Sängerin und Schauspielerin
- Sophie Charlotte Schröder (1714–1792), deutsche Schauspielerin, siehe Sophie Charlotte Ackermann
- Sören Schröder (* 2000), deutscher Volleyballspieler
- Stacey Schroeder (* 1979), US-amerikanische Filmeditorin
- Stefan Schröder (Archivar) (* 1966), deutscher Archivar und Historiker
- Stefan Schröder (Mediävist) (* 1975), deutscher Mediävist und Hochschullehrer
- Stefan Schröder (Handballspieler) (* 1981), deutscher Handballspieler
- Stefan Schröder (Eishockeyspieler) (* 1981), deutscher Eishockeyspieler
- Stefan Schröder (Politiker) (* 1983), deutscher Politiker (AfD)
- Steffen Schroeder (* 1974), deutscher Schauspieler
- Stephan Schröder (Philologe) (* 1962), deutscher Klassischer Philologe
- Stephan F. Schröder (* 1962), deutscher Klassischer Archäologe
- Stephan Michael Schröder (* 1962), deutscher Skandinavist
- Sven Schröder (* 1964), deutscher Politiker (AfD)

### T
- Ted Schroeder (1921–2006), US-amerikanischer Tennisspieler
- Teresa Schröder-Stapper (* 1982), deutsche Historikerin
- Terry Schroeder (* 1958), US-amerikanischer Wasserballspieler und -trainer
- Theo Schröder (1889–nach 1957), deutscher Süßwarenfabrikant
- Theo Schroeder (1920–2008), deutscher Ingenieur und Unternehmensgründer
- Theodor Schroeder (Politiker) (1829–1890), deutscher Jurist und Politiker (Zentrum)
- Theodor von Schroeder (1853–1903), baltendeutscher Mediziner und Direktor der St. Petersburger Augenheilanstalt
- Theodor Schröder (Politiker, 1860) (1860–1951), deutscher Verwaltungsjurist und Politiker (NLP, DDP)
- Theodor Schroeder (Politiker, 1872) (1872–1942), deutscher Politiker (Zentrum)
- Thomas Schröder (Zeichner) (* 1939), deutscher Architekt, Zeichner und Hochschullehrer
- Thomas Schröder (Journalist) (1941–2020), deutscher Journalist
- Thomas Schröder (Politiker) (* 1954), deutscher Politiker (Bündnis 90/Die Grünen), MdL Niedersachsen
- Thomas Schröder (Linguist) (* 1957), deutscher Germanist und Hochschullehrer
- Thomas Schröder (Biologe), deutscher Biologe und Gutachter
- Thomas Schröder (Leichtathlet) (* 1962), deutscher Leichtathlet
- Thomas Schröder (Poolbillardspieler) (* 1963), deutscher Poolbillardspieler
- Thomas Schröder (Tierschützer) (* 1965), deutscher Tierschützer
- Thomas Schröder (Tischtennisspieler) (* 1977), deutscher Tischtennisspieler
- Thorsten Schröder (* 1967), deutscher Moderator
- Tilman Schroeder (1645–1706), deutscher Schöffe und Bürgermeister der Reichsstadt Aachen
- Tilman Schröder (Kirchenhistoriker) (Tilman Matthias Schröder; * 1956), deutscher Theologe, Kirchenhistoriker und Hochschullehrer
- Tilman Schröder (Sprachwissenschaftler) (* 1980), deutscher Sprachwissenschaftler, Ökonom und Hochschullehrer
- Titus Schröder (1686–1726), deutscher Geistlicher und Theologe
- Tobias Schröder (Handballspieler) (* 1981), deutscher Handballspieler
- Tobias Schröder (Biathlet) (* 1989), deutscher Sommerbiathlet
- Tobias Schröder (Ruderer) (* 1999), britischer Ruderer
- Tom Schroeder (1938–2023), deutscher Musikjournalist und Musikveranstalter
- Tomma Schröder (* 1980), deutsche Journalistin
- Toni Schröder (1932–2011), deutscher Politiker (CDU)
- Toon Schröder (1893–1976), niederländischer Fußballfunktionär
- Truus Schröder-Schräder (1889–1985), niederländische Architektin

### U
- Udo Schroeder (1937–2010), deutscher Politiker (SPD), MdL
- Udo Schröder (* 1950), deutscher Ringer
- Ulf Schröder (* 1966), deutscher Fußballspieler
- Ulfert Schröder (1933–1988), deutscher Sportjournalist
- Ulrich Schröder (Physiker) (1935–2010), deutscher Physiker und Hochschullehrer
- Ulrich Schröder (Filmarchitekt) (1941–2010), deutscher Bühnenbildner
- Ulrich Schröder (Manager) (1952–2018), deutscher Bankmanager
- Ulrich Schröder (Fußballspieler) (* 1961), deutscher Fußballspieler
- Ulrich Schröder (Grafiker) (* 1964), deutscher Comiczeichner
- Ulrich E. Schröder (* 1929), deutscher theoretischer Physiker
- Ulrike Schröder (* 1944), deutsche Politikerin (CDU)
- Ulrike Wendeling-Schröder (* 1948), deutsche Rechtswissenschaftlerin und Hochschullehrerin
- Ursula Schröder, deutsche Politikwissenschaftlerin (Friedensforschung/Sicherheitspolitik) und Hochschullehrerin
- Ursula Schröder-Feinen (1936–2005), deutsche Sängerin (Sopran)
- Uwe Schröder (Unternehmer) (* 1941), deutscher Unternehmer
- Uwe Schröder (Politiker) (* 1946), deutscher Politiker (FDP, 1983 Grün-Unabhängige Liste), MdBB
- Uwe Schröder (Historiker) (* 1953), deutscher Historiker, Direktor des Pommerschen Landesmuseums Greifswald
- Uwe Schröder (Jurist) (* 1957), deutscher Verwaltungsjurist
- Uwe Schröder (Sportschütze) (* 1962), deutscher Sportschütze
- Uwe Schröder (Architekt) (* 1964), deutscher Architekt

### V
- Viktor Schroeder (Mäzen) (1922–2011), deutscher Industrieller und Mäzen
- Viktor Schroeder (Mathematiker), deutscher Mathematiker und Hochschullehrer
- Volker Schröder (* 1942), deutscher Politiker (Bündnis 90/Die Grünen)

### W
- W. Emil Schröder (1896–1977), Journalist und Schriftsteller
- Walter Schröder (Pastor) (1884–1955), deutscher Pastor und Schriftsteller
- Walter Schroeder (Politiker) (1894–1976), deutscher Politiker (FDP)
- Walter Schroeder (General) (1896–1968), deutscher Generalmajor
- Walter Schröder, eigentlicher Name von Walter Kiewert (1905–1974), deutsch-österreichischer Schriftsteller
- Walter Schröder (Politiker) (1907–nach 1987), deutscher Politiker (SED)
- Walter Schröder (Theaterkritiker) (1912–1989), deutscher Theaterkritiker
- Walter Schröder (Ruderer) (1932–2022), deutscher Ruderer
- Walter Schröder-Limmer (* 1938), deutscher Musikpädagoge und Komponist
- Walter Johannes Schröder (1910–1984), deutscher Philologe, Schriftsteller und Hochschullehrer
- Walther Schröder (Erfinder) (vor 1896–1976), deutscher Unternehmer, Erfinder und Firmengründer
- Walther von Schroeder (1897–1963), Schweizer Lyriker und Schriftsteller, lebte in Buenos Aires
- Walther Schröder (1902–1973), deutscher Politiker (NSDAP)
- Werner Schröder (Didaktiker) (?–1980), deutscher Hochschullehrer für Englische Sprache und ihre Didaktik
- Werner Schröder (Zoologe) (1907–1985), deutscher Zoologe, Botaniker und Paläontologe
- Werner Schröder (Philologe) (1914–2010), deutscher Mediävist und Germanist
- Werner Schröder (Richter) (1916–2010), deutscher Jurist und Richter
- Werner Schröder (Theologe) (1924–2019), deutscher Theologe
- Werner Schröder (MfS-Mitarbeiter) (1929–1991), deutscher Oberst des Ministeriums für Staatssicherheit
- Werner Schröder (Künstler) (1935–2010), deutscher Maler, Intarsienkünstler, Fotograf und Heimatforscher
- Werner Schroeder (Antiquar) (1945–2021), deutscher Buch- und Bibliothekshistoriker und Antiquar
- Werner Schroeder (* 1962), deutscher Jurist und Hochschullehrer
- Wiebke Schröder (1934–2018), deutsche Bryologin
- Wilfried Schröder (1941–2011), deutscher Physiker
- Wilhelm von Schröder (1640–1688), deutscher Wirtschaftspolitiker
- Wilhelm Schröder (Unternehmer, 1808) (1808–1842), deutscher Tabakunternehmer und Tuchhändler
- Wilhelm Schröder (Autor) (1808–1878), deutscher Märchenautor
- Wilhelm Schröder (Jurist) (1841–1896), deutscher Jurist
- Wilhelm Schröder (Admiral) (1842–1908), deutscher Vizeadmiral und Marineattaché
- Wilhelm Schröder (Politiker, 1853) (1853–1939), deutscher Politiker, MdL Oldenburg
- Wilhelm Schröder (Unternehmer, 1860) (1860–1938), deutscher Brauereiunternehmer
- Wilhelm Schröder (Publizist) (1861–1913), deutscher Publizist
- Wilhelm Schröder (Gärtner) (1862–1945), deutscher Gärtner und Gartendirektor
- Wilhelm Schröder (Politiker, 1865) (1865–1957), deutscher Maler und Politiker (SPD)
- Wilhelm Schröder (Fotograf) (1869–1947), deutscher Fotograf
- Wilhelm Schröder (Politiker, 1870) (1870–nach 1919), deutscher Lehrer und Politiker (SPD), MdL Mecklenburg-Strelitz
- Wilhelm Schröder (Politiker, 1874) (1874–nach 1932), deutscher Politiker (SPD), MdL Mecklenburg-Schwerin
- Wilhelm Schröder (Politiker, 1890) (1890–1972), deutscher Politiker (SED), Postbeamter und Hochschullehrer
- Wilhelm Schröder (Politiker, 1894) (1894–1972), deutscher Politiker (SPD)
- Wilhelm Schröder (Offizier) (1896–1979), deutscher Offizier
- Wilhelm Schroeder (1898–1943), deutscher Politiker (NSDAP)
- Wilhelm Schröder (Steinmetz) (1906–1968), deutscher Steinmetz
- Wilhelm Schröder (Politiker, 1908) (1908–1971), deutscher Politiker (CDU)
- Wilhelm Schroeder (Mediziner) (1911–1950), deutscher Physiologe
- Wilhelm Schröder (Politiker, 1913) (1913–1967), deutscher Politiker (DBD)
- Wilhelm Heinrich Schroeder (1827–1906), deutscher Textilfabrikant
- Wilhelm Heinz Schröder (* 1946), deutscher Historiker und Hochschullehrer
- Wilhelmine Schröder-Devrient (1804–1860), deutsche Sängerin
- Willi Schröder (Leichtathlet) (1894–1967), deutscher Kugelstoßer
- Willi Schröder (Politiker) (1897–1944), deutscher Politiker (KPD), MdL Mecklenburg-Schwerin
- Willi Schröder (Sportwissenschaftler) (1927–2012), deutscher Sportwissenschaftler und Sporthistoriker
- Willi Schröder (1928–1999), deutscher Fußballspieler
- William C. Schroeder (1895–1977), US-amerikanischer Meeresbiologe
- William Knox Schroeder (1950–1970), US-amerikanischer Student, Opfer des Kent-State-Massakers
- Willy Schröder (Radsportler) (* 1890), deutscher Radrennfahrer
- Willy Schröder (1912–1990), deutscher Diskuswerfer
- Wilt Aden Schröder (* 1942), deutscher Altphilologe
- Winfried Schröder (Romanist) (1925–2005), deutscher Romanist
- Winfried Schröder (Philosoph) (* 1956), deutscher Philosophiehistoriker
- Wolf Christian Schröder (* 1947), deutscher Schriftsteller
- Wolf-Niclas Schröder (* 1996), deutscher Ruderer
- Wolfgang Schröder (Journalist) (1922–1987), deutscher Journalist
- Wolfgang Schröder (Historiker) (1935–2010), deutscher Historiker
- Wolfgang Schröder (Forstwissenschaftler) (* 1941), österreichisch-deutscher Forstwissenschaftler
- Wolfgang Schröder (Fußballspieler, 1945) (* 1945), deutscher Fußballspieler (BSG Stahl Riesa, FC Vorwärts Frankfurt/Oder)
- Wolfgang Schröder (Kapitän) (1947/1948–2010), deutscher Kapitän
- Wolfgang Schröder (Radsportler) (* 1951 oder 1952), deutscher Radrennfahrer
- Wolfgang Schröder (Fußballspieler, 1954) (* 1954), deutscher Fußballspieler (VfL Osnabrück)
- Wolfgang Schröder (Ingenieur) (* 1957), deutscher Maschinenbauingenieur
- Wolfgang Schroeder (* 1960), deutscher Politikwissenschaftler
- Wolfgang Schröder (Musiker) (* 1967), deutscher Violinist und Ensemblegründer
- Wolfgang Schröder-Preikschat (* vor 1957), deutscher Informatiker und Hochschullehrer
- Wolfgang M. Schröder (* 1968), deutscher katholischer Theologe, Philosoph und Hochschullehrer für Philosophie

### Y
- Yannick Schroeder (* 1979), französischer Rennfahrer
- Yvonne Schröder (* 1988), deutsches Model

### Z
- Zeha Schröder (* 1968), deutscher Bühnenautor, Regisseur und Schauspieler